# موسى ديمبيلي (لاعب كرة قدم فرنسي)
موسى ديمبيلي (بالفرنسية: Moussa Dembélé؛ مواليد 12 يوليو 1996) هو لاعب كرة قدم فرنسي يلعب كمهاجم لنادي الاتفاق في دوري المحترفين السعودي.

## روابط خارجية
- ملفه على FFF
- موسى ديمبيلي على موقع الاتحاد الأوربي (الإنجليزية)
- موسى ديمبيلي على موقع رابطة كرة القدم الفرنسية للمحترفين (الإنجليزية)
- موسى ديمبيلي على موقع إي إس بي إن إف سي (الإنجليزية)
- موسى ديمبيلي على موقع قاعدة بيانات كرة القدم.إي يو (الإنجليزية)
- موسى ديمبيلي على موقع ليكيب (الفرنسية)
- موسى ديمبيلي على موقع Soccerbase.com (لاعب) (الإنجليزية)
- موسى ديمبيلي على موقع Soccerway.com (الإنجليزية)
- موسى ديمبيلي على موقع عالم كرة القدم.نت (الإنجليزية)
- موسى ديمبيلي على موقع AS.com (الإسبانية)